# Lonchocarpus heptaphyllus
Espèce
Lonchocarpus heptaphyllus est une espèce de plantes à fleurs dicotylédones de la famille des Fabaceae, sous-famille des Faboideae, originaire d'Amérique.
Ce sont des arbres à feuilles persistantes pouvant atteindre 20 mètres de haut

## Synonymes
- Amerimnon latifolium Willd[1].
- Cytisus membranaceus Sessé & Moc[1].
- Dalbergia heptaphylla Poir[1].
- Dalbergia pentaphylla Poir[1].
- Derris latifolia (DC.) Ducke[1]
- Derris nicou (Aubl.) J.F.Macbr[1].
- Lonchocarpus discolor Huber[1]
- Lonchocarpus latifolius (Willd.) DC.[1]
- Lonchocarpus latifolius var. violascens Benth. ex Hemsl[1].
- Lonchocarpus nicou (Aubl.) DC.[1]
- Lonchocarpus nicou var. typicus F.J.Herm[1].
- Lonchocarpus oxycarpus DC.[1]
- Lonchocarpus pentaphyllus (Poir.) DC.[1]
- Lonchocarpus scandens (Willd.) Donn[1]
- Lonchocarpus swartzii DC.[1]
- Pterocarpus latifolius (Willd.) Poir[1].
- Robinia nicou Aubl[1],[2].
- Robinia scandens Willd[1].
- Robinia sepium Sw[1].

## Répartition
Forêt du Brésil, Colombie, Venezuela, Guyanes, Panama jusqu'au sud du Mexique.

## Description
Hauteur : 15 m.